# Нільтава темновола

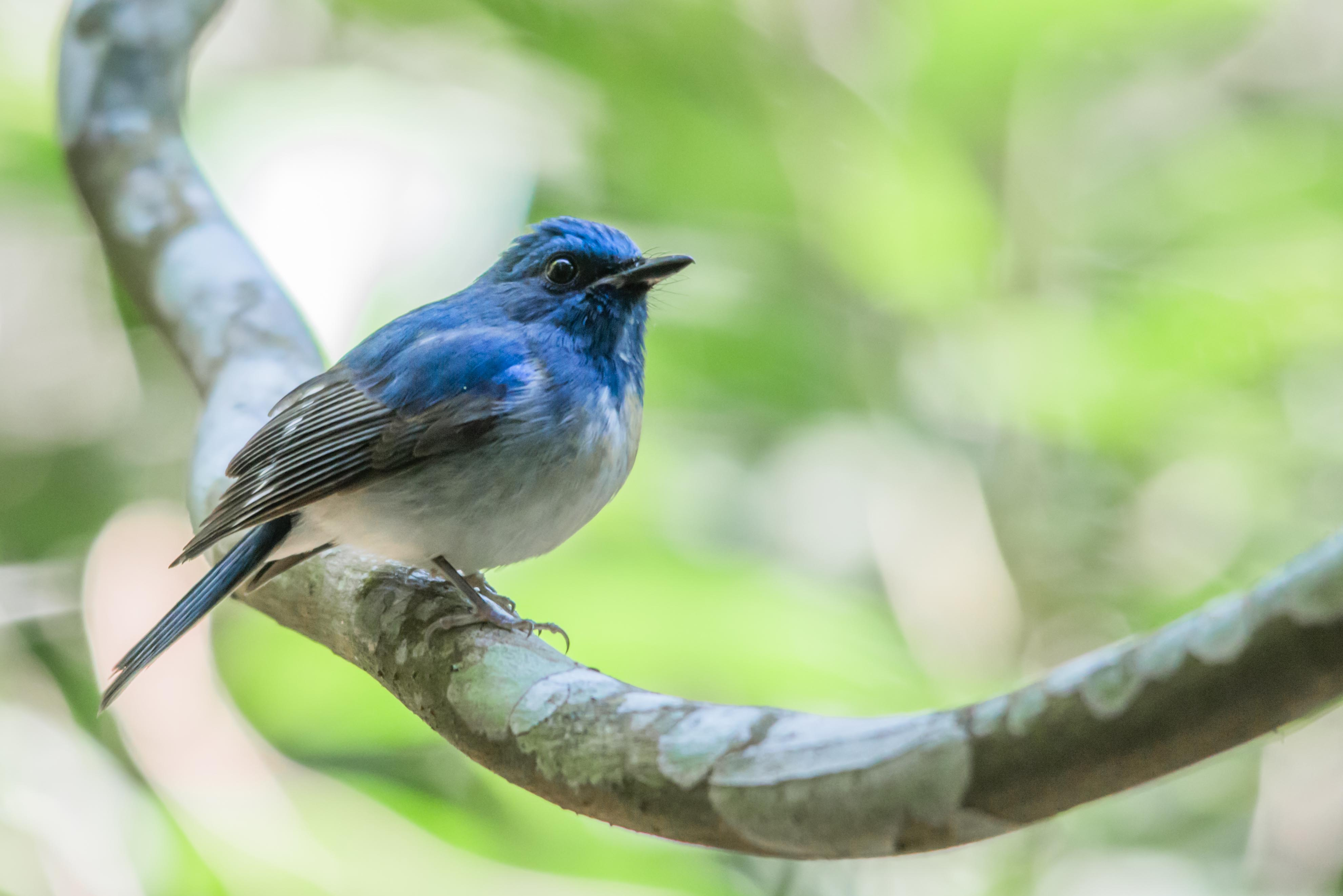
Самець темноволої нільтави (Національний парк Кхао Яй)

Нільтава темновола (Cyornis hainanus) — вид горобцеподібних птахів родини мухоловкових (Muscicapidae). Мешкає в Південно-Східній Азії.

## Підвиди
Виділяють два підвиди:
- C. h. hainanus (Ogilvie-Grant, 1900) — М'янма, Китай, Індокитай;
- C. h. klossi Robinson, 1921 — південний схід Індокитаю.

## Поширення і екологія
Темноволі нільтави мешкають в М'янмі, на півдні Китаю, в Індокитаї та на Хайнані. Вони живуть в рівнинних тропічних і субтропічних лісах.